# Serrodes korana
Serrodes korana är en fjärilsart som beskrevs av Cajetan Freiherr von Felder 1874. Serrodes korana ingår i släktet Serrodes och familjen nattflyn. Inga underarter finns listade i Catalogue of Life.